# Bagualosaurus

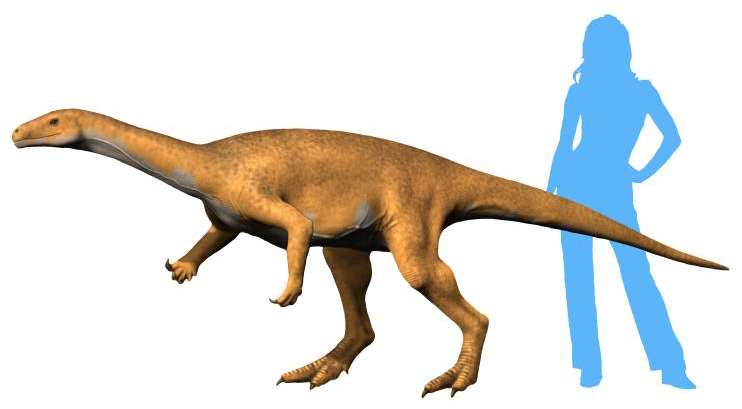
Bagualosaurus agudoensis

Bagualosaurus agudoensis is een plantenetende dinosauriër, behorend tot de Sauropodomorpha, die tijdens het late Trias leefde in het gebied van het huidige Brazilië.

## Vondst en naamgeving
In 2007 werd in de rotsformatie van Janner, twee kilometer van Agudo, in Rio Grande do Sul, in een ravijn bij een poel het skelet gevonden van een dinosauriër. Vijf jaar lang bleef het fossiel in een kast liggen bij het Laboratório de Paleovertebrados da Universidade Federal do Rio Grande do Sul, onder de hoede van Cesar Leandro Schultz, totdat deze de jonge onderzoeker Flávio Augusto Pretto bereid vond het te beschrijven.
In 2018 benoemden en beschreven Pretto, Max Cardoso Langer en Schultz de typesoort Bagualosaurus agudoensis. De geslachtsnaam is afgeleid van bagual, "potige jongen" of "ruwe kerel" in de streektaal van Rio Grande do Sul, een verwijzing naar de krachtige achterpoten. Het is een leenwoord uit het Spaans en afgeleid van de naam van het stamhoofd Bagual. De soortaanduiding verwijst naar de herkomst bij Agudo.

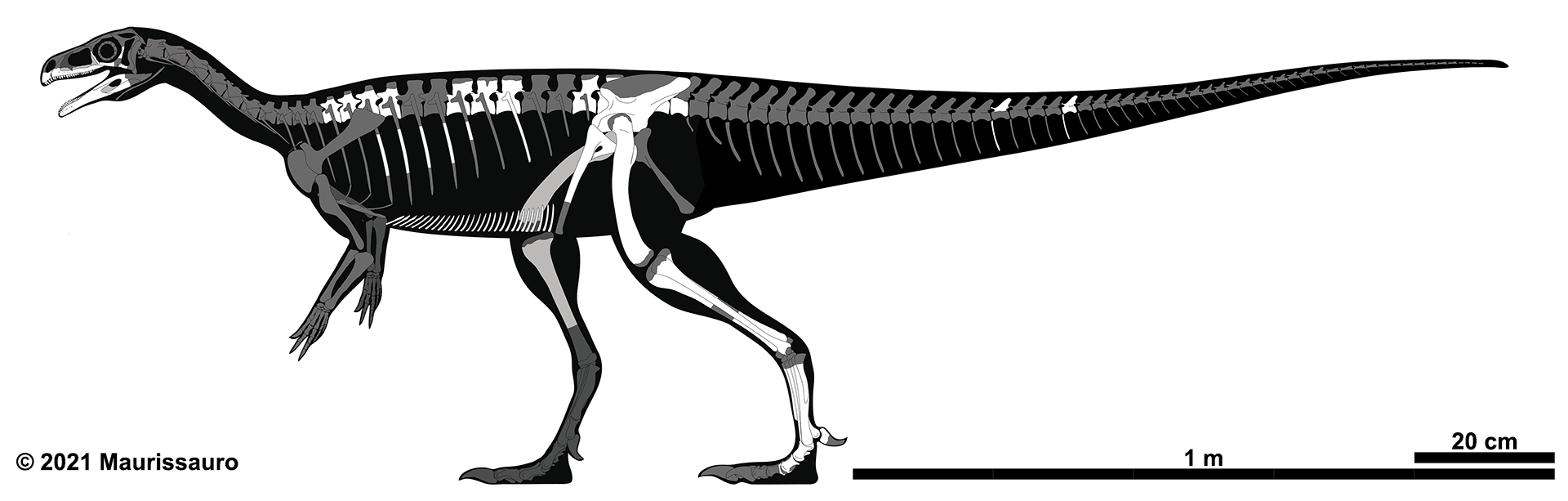
De bewaarde resten

Het holotype, UFRGS-PV-1099-T, is gevonden in een laag rood moddergesteente van de Candeláriasequentie (een depositiesequentie aan de bovenzijde en onderzijde begrensd door een discordantie), mogelijkerwijs deel van de Santa Maria-formatie die dateert uit het Carnien. Het bestaat uit een gedeeltelijk skelet met schedel. Bewaard zijn gebleven: de onderkant van een schedel, de onderkaken, negen ruggenwervels, drie sacrale wervels, twee staartwervels, ribben, buikribben, chevrons, beide darmbeenderen, een rechterschaambeen, beide dijbeenderen, beide scheenbeenderen, beide kuitbeenderen en de linkervoet. De botten zijn aangetroffen op een oppervlakte van ongeveer een meter in het vierkant. Achterpoten, bekken en achterste wervels lagen min of meer in verband. De schedel lag daar los van op korte afstand. Het skelet is ten dele verweerd en werd kennelijk al kort na de dood van het dier aangevreten door ongewervelden. Het werd in één blok verwijderd. Het skelet werd op de rug liggend aangetroffen, met beide achterpoten opgetrokken, een ongewone houding bij fossielen van de Archosauria.

## Beschrijving

### Grootte en onderscheidende kenmerken
De lichaamslengte van het holotype is in persberichten geschat op tweeënhalve meter. Dat wijst op een gewicht van zo'n veertig kilogram.
De beschrijvers wisten enkele onderscheidende kenmerken vast te stellen. Twee daarvan zijn autapomorfieën, unieke afgeleide eigenschappen. Het deel van het heupgewricht dat aan de bovenzijde omvat wordt door het darmbeen heeft een rechte interne bovenzijde, waarbij de horizontale kam boven het heupgewricht dat niet met de onderzijde overhangt. De bult op het schaambeen heeft een duidelijke lengtetrog.
Daarnaast is er een unieke combinatie van op zich niet unieke kenmerken. De schedel is kort met minder dan twee derden van de lengte van het dijbeen. De voorste premaxillaire en dentaire tanden staan op enige afstand van de voorste snuitrand. De eerste premaxillaire tand is minstens even hoog als de langste tand in het bovenkaaksbeen. Er is geen diasteem of inkeping tussen de praemaxilla en het bovenkaaksbeen. De meeste tanden zijn lansvormig met ruwe vertandingen. De onderrand van het darmbeen boven het heupgewricht is recht. Het aanhangsel van het darmbeen voor het schaambeen is overdwars verbreed zonder kam aan de bovenzijde. Het dijbeen is ongeveer even lang als het onderbeen. Het scheenbeen heeft geen duidelijke crista fibularis. Het ondervlak van het scheenbeen heeft een opvallende inkeping in de achterste binnenkant. De middenvoetsbeenderen zijn lichtgebouwd.

### Skelet

#### Schedel en onderkaken
De beschrijvers namen aan dat de schedel, hoewel apart gevonden, tot hetzelfde individu behoorde. In dat geval is hij opvallend klein. De schedel is vermoedelijk matig langgerekt en werd laag gereconstrueerd; in feite is het bovenprofiel onbekend. De oogkas is groot, als bij een jong dier, ongeveer even lang als de fenestra antorbitalis, een derde van de totale lengte beslaand. De praemaxilla heeft een rechthoekig hoofdlichaam en een wat afgeronde snuitpunt. Er is geen inkeping tussen praemaxilla en bovenkaaksbeen. De tandrij loopt gewoon door en de voorste snuit hangt niet af. De achterste tak van het bovenkaaksbeen loopt door tot onder de oogkas. Het naar voren hellende traanbeen sluit het jukbeen uit van de fenestra antorbitalis maar niet van de uitholling daar omheen. De opgaande tak van het jukbeen is vrij kort. Het kaakgewricht lijkt vrij laag te liggen. De ploegschaarbeenderen vormen brede platen voor in het verhemelte.
De onderkaak is vrij laag en langgerekt. Vooraan buigt het dentarium iets naar beneden, zo krommend dat de tanden wat uiteen waaieren. Het dentarium wordt doorboord door een rij foramina, naar achteren uitlopend in een lange groeve. Achteraan is het dentarium gevorkt. De bovenste tak vormt de bovenrand van een vrij lang zijvenster en wordt over een aanzienlijke lengte overlapt door de voorste tak van het surangulare. Het surangulare, vrij bol van boven, heeft een lange lengterichel aan de onderzijde die naar achteren hoger wordt. Het angulare is onderaan tamelijk plat.
Er zijn vier premaxillaire tanden, minstens drieëntwintig maxillaire tanden en minstens achttien dentaire tanden. Het totale aantal in de onderkaak lag waarschijnlijk in feite een stuk hoger. De mogelijkheid van tanden in het verhemelte werd niet uitgesloten. De tandrij in de bovenkaak loopt door tot onder de oogkas. De tanden zijn iets naar achteren gekromd. Ze zijn lansvormig met een insnoering aan de basis. Haaks op de snijrand staan relatief grote vertandingen die echter niet al te grof zijn met drie tot vijf denticula per strekkende millimeter. De vertandingen op de voorrand zijn wat groter maar beperken zich tot het bovenste derde deel. De vertandingen ontbreken bij de premaxillaire tanden en de voorste dentaire tanden; het is onduidelijk of dit hun vaste morfologie is of dat ze er op die posities toevallig afgesleten zijn. De tweede en derde premaxillaire tanden zijn het langst van de hele kop maar slechts iets langer dan de hoogste maxillaire tanden, de vierde en vijfde. Na de vijfde maxillaire tand nemen de tanden geleidelijk in lengte af. De dentaire tanden lijken sterk op die in de bovenkaak. De voorste zeven dentaire tanden hebben echter geen insnoering aan de basis.

#### Postcrania
De vermoedelijk vijftien ruggenwervels zijn amficoel, hol aan voorzijde en achterzijde. Hun zijkanten hebben ieder wel twee uithollingen maar geen doorboorde pleurocoelen. De voorste gewrichtsuitsteeksels reiken voorbij de achterkanten van de voorliggende wervels. Bij zowel voorste als achterste gewrichtsuitsteeksels lopen er richels naar de zijuitsteeksels (PRDL en PODL). De zijuitsteeksels hebben verder een achterste (PCDL) en voorste (ACDL) richel over hun onderkant lopen, richting wervellichaam. Daarachter is nog een bijkomende kleine richel tussen wervellichaam en achterste gewrichtsuitsteeksel. Er is een hyposfeen-hypantrum-complex van bijkomende gewrichtsuitsteeksels maar het is onduidelijk tot hoever in de reeks dit zich uitstrekt. De voorste doornuitsteeksels zijn in zijaanzicht lang. Ze hebben een verticale groeve in de achterste basis. Hun hoogte kan niet meer worden nagegaan. De doornuitsteeksels worden naar achteren in de reeks smaller en beperken zich tot het achterdeel van de wervel.
Het heiligbeen bestaat uit twee echte sacrale wervels en een verbonden maar niet vergroeide caudosacrale wervel, "ingevangen" van de staart. Hij wordt tot het heiligbeen gerekend op basis van het vermoeden dat zijn zijuitsteeksels, niet aan de punten bewaard, wel het darmbeen raakten. De voorste sacrale wervel heeft abrupt grotere zijuitsteeksels dan de laatste ruggenwervel, voor het contact met het bekken. Zelfs is deze wervel echter niet zo afwijkend. Dat geldt echter wel voor de tweede sacrale wervel die veel breder is en daarbij de langste uit de hele bekende wervelkolom. De voorste sacrale wervels, niet met elkaar vergroeid, hebben een ondiepe lengtegroeve op de onderzijden. Ze missen echter pleurocoelen of andere uithollingen op de zijkanten. De doornuitsteeksels van de eerst een derde wervel zijn smal maar die van de tweede is lang van voor naar achter. De sacrale ribben zijn verticaal plat en in bovenaanzicht zeer breed aan de basis. De ervan gescheiden zijuitsteeksels zijn ook robuust. 
De bewaarde staartwervels tonen geen hyposfeen-hypantrum-complex. De chevrons hellen iets naar achteren. Ze hebben bovenaan een gesloten hemaalkanaal. Ze zijn tamelijk plaatvormig in zijaanzicht en hebben een verticale groeve in de achterzijde.
Voor zover bewaard hebben de ribben bovenaan een ronde dwarsdoorsnede, afplattend naar beneden toe. In hun achterzijde loopt een verticale groeve. De stukken buikrib hebben een kwart van de diameter van de borstribben.

## Fylogenie
Bagualosaurus werd in verhouding tot de hoge geologische leeftijd in een vrij afgeleide positie in de Sauropodomorpha geplaatst, onder Pantydraco en boven een klade die gevormd werd door Chromogisaurus en Saturnalia.
De bouw van het dier werd door de beschrijvers hiermee in overeenstemming geacht. De eerste Sauropodomorpha leken erg op Theropoda en waren vermoedelijk roofdieren of alleseters. Bagualosaurus heeft nog de krachtige achterpoten, geschikt om hard mee te rennen maar toont duidelijke aanpassingen aan een herbivore levenswijze in het gebit en de kleinere schedel. Daarbij is zijn grootte toegenomen: het is de grootste sauropodomorf die uit het Carnien bekend is. Latere Sauropodomorpha zouden geleidelijk nog veel verder in grootte toenemen.